# Gornje Grančarevo
Gornje Grančarevo (cyr. Горње Гранчарево) – wieś w Bośni i Hercegowinie, w Republice Serbskiej, w mieście Trebinje. W 2013 roku liczyła 28 mieszkańców.